# Cephaloscyllium signourum
Cephaloscyllium signourum is een vissensoort uit de familie van de kathaaien (Scyliorhinidae). De wetenschappelijke naam van de soort is voor het eerst geldig gepubliceerd in 2008 door Last, Séret & White.